# Клименко, Александр Витальевич
Александр Витальевич Клименко (укр. Олександр Віталійович Клименко; род. 11 февраля 1982, Киев) — украинский футболист, защитник.

## Биография
В ДЮФЛ выступал за РУФК Киев. На профессиональном уровне начал играть в одесском «Черноморце-2». После играл за «ЦСКА-2» (Киев), «Система-Борекс», «Арсенал-2» (Киев). 31 марта 2002 года дебютировал за «Арсенал» в Высшей лиге в матче против мариупольского «Металлурга» (1:2). В 2004 году выступал за бориспольский «Борисфен».
Летом 2005 года перешёл в одесский «Черноморец». В команде дебютировал 21 августа 2005 года в матче против донецкого «Металлурга». Летом 2006 года снова перешёл в «Борисфен». В зимние межсезонье сезона 2006/07 перешёл в киевскую «Оболонь». В сезоне 2008/09 помог выйти «пивоварам» в Премьер-лигу.
Провёл четыре матча за молодёжную сборную Украины до 21 года. Дебютировал 11 февраля 2003 года в матче против Турции (4:2).

## Достижения
- Серебряный призёр Первой лиги Украины (1): 2008/09
- Бронзовый призёр Первой лиги Украины (2): 2006/07, 2007/08
- Победитель Второй лиги Украины (1): 2001/02